# Paulo Gaudencio
Paulo Gaudencio (1934) foi um psiquiatra, psicoterapeuta, palestrante e escritor brasileiro. Formado em medicina pela USP, foi professor na graduação e na
pós-graduação da PUC de São Paulo e Sorocaba, na Faculdade de Filosofia Sedes Sapientiae e no curso de pós-graduação em Medicina Esportiva da Faculdade de Educação Física da USP.
Foi colunista da revista Nova, da Editora Abril. Em 2008, foi eleito palestrante do ano pela Gestão RH. Faleceu no dia 15 de junho de 2017.

## Alguns de seus livros[4]
- Terapia do Papel Profissional (2009)
- Superdicas para se Tornar um Verdadeiro Líder (2007)
- Superdicas para Viver Bem e Ser Mais Feliz. (2006)
- Mudar e Vencer (1999)
- Men at Work: como o ser humano se torna e se mantém produtivo (1999)
- Minhas Razões Tuas Razões - a Origem do Desamor (1994)
- Dr. Gaudência de Nova Responde (1993)
- A Morada da Moral (1982)